# Pinus nelsonii
Pinus nelsonii là một loài thực vật hạt trần trong họ Thông. Loài này được Shaw miêu tả khoa học đầu tiên năm 1904.